# Elaeagnus formosana
Elaeagnus formosana là một loài thực vật có hoa trong họ Elaeagnaceae. Loài này được Nakai mô tả khoa học đầu tiên năm 1916.